# Messier 72
Messier 72 (M72 o NGC 6981) és un cúmul globular situat a la constel·lació d'Aquari. Va ser descobert per Pierre Méchain el 29 d'agost de 1780. Charles Messier el va buscar el 4 i 5 d'octubre següent, i ho va incloure en el seu catàleg. Ambdós van decidir que era una nebulosa feble i no un cúmul com és conegut avui dia.
L'M72 està situat a uns 53.000 anys llum de la Terra, a la qual s'aproxima a una velocitat de 255 km/s. Es tracta d'un dels cúmuls més llunyans situant-se a una considerable distància del centre galàctic. El seu diàmetre real és de 90 anys llum. Generalment és considerat un cúmul jove, el cúmul té diverses gegants blaus i unes cinquanta estrelles variables, la major part d'elles del tipus RR Lyrae; encara que generalment els cúmuls estel·lars contenen les estrelles més velles.

## Observació
M72 es troba a l'extrem occidental de la constel·lació, 1.5º a l'oest de M73. Es tracta d'un dels cúmuls més difícils de resoldre en estrelles, calen telescopis potents per a fer-ho.